# Pomniki przyrody w Poznaniu

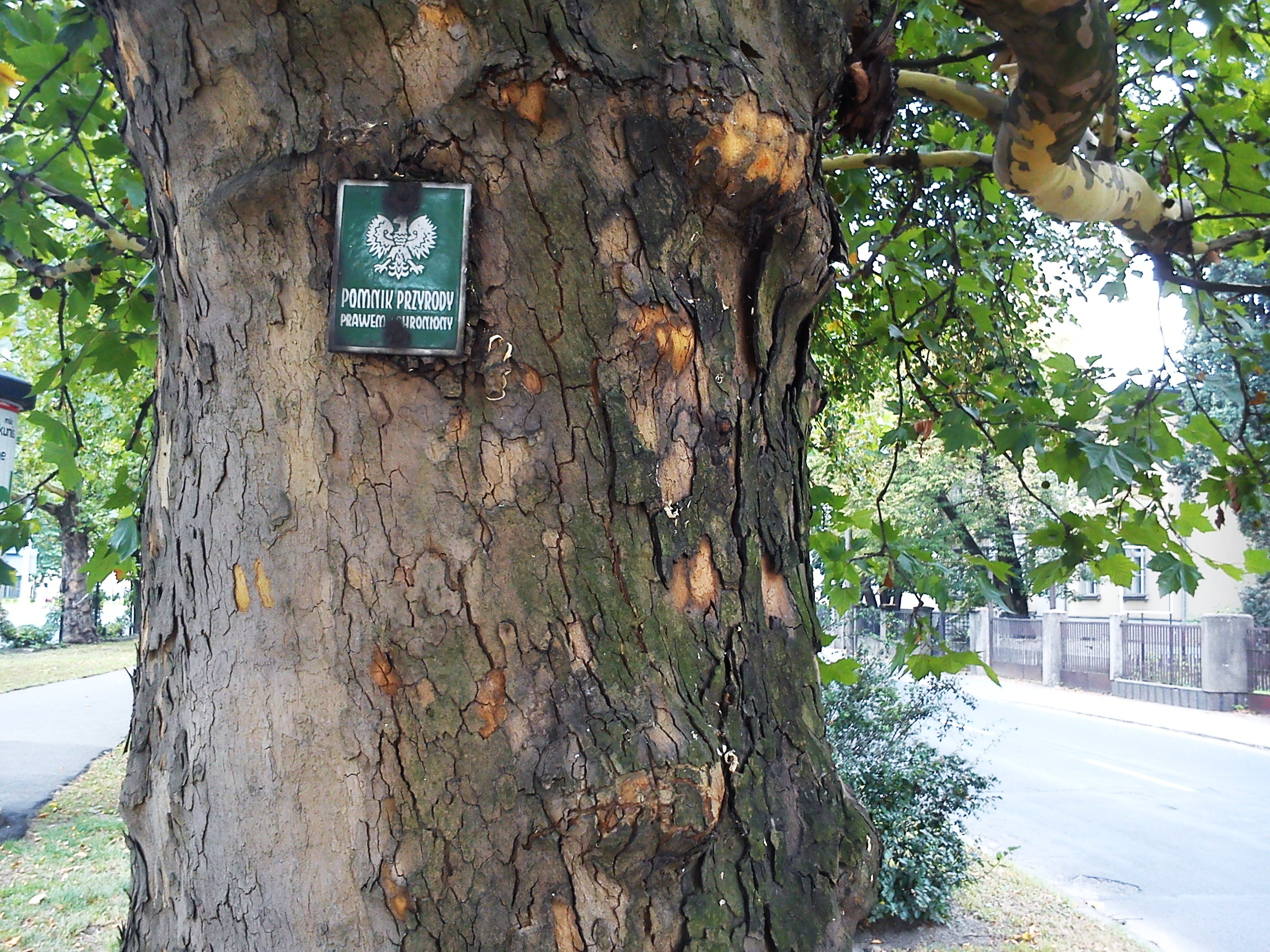
Jeden z platanów w Al. Niepodległości.

Pomniki przyrody w Poznaniu – pomniki przyrody znajdujące się w granicach administracyjnych Poznania.
Na terenie Poznania znajduje się 55 pomników przyrody: 36 pojedynczych drzew, 7 grup drzew, aż 9 alej i 3 głazy narzutowe.
Struktura gatunkowa jest zróżnicowana ze znaczną częścią platanów, kasztanowców, wiązów, lip drobnolistnych, jesionów. Niski odsetek dębów i duża ilość alej drzew wyróżnia Poznań na tle innych miast Polski. Duże zagęszczenie drzew objętych ochroną znajduje się na terenie lasu komunalnego  jednocześnie użytku ekologicznym „Dębina”. Najstarsze pomniki powołano w 1957 roku, a ostatnie w 2024 roku.
Na szczególną uwagę zasługują dąb "Dębiak" przy ul. Lubczykowej, platany w Ogrodzie Dendrologicznym, aleja kasztanowców Piotrowo - Koninko, jesion przy ul. Golęcińskiej, olsza i morwa biała przy ul. Grunwaldzkiej 25, aleje platanów w parku A. Mickiewicza oraz największy w Poznaniu głaz w Ogrodzie Botanicznym z obwodem ponad 12 m.

Na terenie miasta są zlokalizowane następujące pomniki przyrody:
| Nr  | Lokalizacja                                                                                   | Forma                                     | Nazwa | Obwód [cm]                                                                       | Rok powołania | Zdjęcie |
| 1.  | ul. Lubczykowa 22                                                                             | pojedyncze drzewo                         | dąb szypułkowy „Dębiak” | 594                                                                              | 1957          |         |
| 2.  | Ogród Botaniczny UAM                                                                          | głaz narzutowy                            | gnejs | 1200 wys. 550, szer 420                                                          | 1957          |         |
| 3.  | Aleja Piotrowo – Koninko, przy pętli Sypniewo                                                 | aleja                                     | 190 kasztanowców zwyczajnych Aleja kasztanowców Piotrowo – Koninko | 60 - 349                                                                         | 1957          |         |
| 4.  | ul. Warmińska/Niestachowska, Ogród Dendrologiczny UP                                          | grupa drzew                               | 2 platany klonolistne | 521 i 380                                                                        | 1957          |         |
| 5.  | Las Komunalny, leśnictwo miejskie Dębina, oddz. 86, 87, 88, 89                                | grupa drzew                               | 33 wiązy szypułkowe 25 dębów szypułkowych 3 wierzby białe 2 graby zwyczajne jesion wyniosły 4 topole białe 4 klony zwyczajne 1 orzech czarny 2 sosny zwyczajne 1 klon srebrzysty 6 topól kanadyjskich 1 olsza czarna 1 buk zwyczajny | 226-349 346-525 449-465 229-236 280 393-518 229-270 229 390 b.d. 393-590 270 327 | 1957          |         |
| 6.  | ul. Golęcińska 9                                                                              | pojedyncze drzewo                         | jesion wyniosły | 276                                                                              | 1970          |         |
| 7.  | ul. Golęcińska 9                                                                              | pojedyncze drzewo                         | topola biała | 456                                                                              | 1970          |         |
| 8.  | ul. Golęcińska 9                                                                              | pojedyncze drzewo                         | jesion wyniosły | 314                                                                              | 1970          |         |
| 9.  | ul. Golęcińska 9                                                                              | pojedyncze drzewo                         | jesion wyniosły z wrośniętą lipą | 556                                                                              | 1970          |         |
| 10. | ul. Golęcińska 9                                                                              | pojedyncze drzewo                         | jesion wyniosły | 374                                                                              | 1970          |         |
| 11. | ul. Golęcińska 9                                                                              | pojedyncze drzewo                         | lipa drobnolistna | 380                                                                              | 1970          |         |
| 12. | ul. Golęcińska 9                                                                              | pojedyncze drzewo                         | jesion wyniosły | 314                                                                              | 1970          |         |
| 13. | Park Karola Marcinkowskiego, w pobliżu ul. Marchlewskiego                                     | pojedyncze drzewo                         | leszczyna turecka | 220                                                                              | 1975          |         |
| 14. | ul. Kościuszki od ul. Nowowiejskiego do Cmentarza Zasłużonych Wielkopolan                     | aleja, Aleja Kościuszki                   | 15 kasztanowców zwyczajnych | 129-289                                                                          | 1975          |         |
| 15. | ul. Grunwaldzka 250                                                                           | grupa drzew                               | 7 olsz czarnych | 185-368                                                                          | 1976          |         |
| 16. | ul. Grunwaldzka 250                                                                           | grupa drzew                               | 2 robinia akacjowa | 298-311                                                                          | 1976          |         |
| 17. | ul. Grunwaldzka 250                                                                           | pojedyncze drzewo                         | morwa biała | 305                                                                              | 1976          |         |
| 18. | ul. Grunwaldzka 250                                                                           | pojedyncze drzewo                         | wierzba biała | 324                                                                              | 1976          |         |
| 19. | ul. Meteorytowa                                                                               | aleja, Aleja lipowa przy ul. Meteorytowej | 56 lip drobnolistnych | 110-352                                                                          | 1977          |         |
| 20. | północno-zachodnia część parku Cytadela                                                       | pojedyncze drzewo                         | Dąb im. gen. Wasilija Czujkowa | 421                                                                              | 1979          |         |
| 21. | ul. Grunwaldzka 3                                                                             | pojedyncze drzewo                         | dąb szypułkowy | 361                                                                              | 1984          |         |
| 22. | ul. Biskupińskiej, od ul. Koszalińskiej do rzeki Bogdanki                                     | aleja                                     | 37 wiązów szypułkowych 13 lip drobnolistnych 10 kasztanowców zwyczajnych 3 klony zwyczajne 4 dęby szypułkowe grusza pospolita robinia akacjowa wiąz szypułkowy                                                                       | 160-371 160-437 182-273 110-229 201-339 179 119 396                              | 1986          |         |
| 23. | wzdłuż ul. Jastrowskiej                                                                       | aleja                                     | 35 dębów szypułkowych 13 wiązów szypułkowych | 210-422 148-283                                                                  | 1986          |         |
| 24. | Aleja Niepodległości, od ul. Libelta do ul. Kutrzeby                                          | aleja                                     | 24 platany klonolistne 30 lip drobnolistnych 45 lip krymskich 34 topole czarne daglezja zielona | b.d.                                                                             | 1986          |         |
| 25. | ul. Przybyszewskiego w trzech rzędach (między ul. Bukowską i Marcelińską)                     | aleja                                     | 85 platanów klonolistnych | 31-217                                                                           | 1987          |         |
| 26. | ul. Janiny Omańkowskiej                                                                       | aleja                                     | 29 kasztanowców zwyczajnych | 160-286                                                                          | 1987          |         |
| 27. | ul. Orzeszkowej 4                                                                             | pojedyncze drzewo                         | cis pospolity | 123                                                                              | 1995          |         |
| 28. | na dziedzińcu, ul. Szkolna 8/12                                                               | pojedyncze drzewo                         | platan klonolistny | 556                                                                              | 1995          |         |
| 29. | ul. Libelta między numerami 22 i 24                                                           | pojedyncze drzewo                         | platan klonolistny | 302                                                                              | 1995          |         |
| 30. | ul. Browarna (rośnie w dolinie rzeki Cybiny między ul. Browarną a stawem Olszak)              | pojedyncze drzewo                         | platan klonolistny dwupienny | 640 (0,5m)                                                                       | 1995          |         |
| 31. | ul. Maków Polnych 16, Instytutu Geologii UAM                                                  | głaz narzutowy                            | granitognejs | b.d.                                                                             | 1995          |         |
| 32. | Rezerwat przyrody Meteoryt Morasko                                                            | głaz narzutowy                            | granitognejs | 480                                                                              | 2006          |         |
| 33. | brzeg, jez. Strzeszyńskie                                                                     | pojedyncze drzewo                         | topola czarna | 484                                                                              | 2006          |         |
| 34. | ul. Darniowa, Las Komunalny                                                                   | pojedyncze drzewo                         | żywotnik zachodni | 110                                                                              | 2006          |         |
| 35. | ul. Bałtycka/Leśna, Las Komunalny                                                             | pojedyncze drzewo                         | klon zwyczajny | 336                                                                              | 2006          |         |
| 36. | ul. Browarna, przy stawie młyńskim                                                            | pojedyncze drzewo                         | dąb szypułkowy | 452                                                                              | 2006          |         |
| 37. | Nadleśnictwo Babki, oddz. 1p leśnictwa Kobylepole; ul. Majakowskiego/Wczasowa                 | pojedyncze drzewo                         | dąb szypułkowy | 418                                                                              | 2006          |         |
| 38. | Las Komunalny, oddz. 73i leśnictwa Strzeszynek                                                | pojedyncze drzewo                         | jesion wyniosły | 496                                                                              | 2006          |         |
| 39. | Las Komunalny, oddz. 73i leśnictwa Strzeszynek                                                | pojedyncze drzewo                         | jesion wyniosły | 254                                                                              | 2006          |         |
| 40. | Las Komunalny, oddz. 73i leśnictwa Strzeszynek                                                | pojedyncze drzewo                         | jesion wyniosły | 311                                                                              | 2006          |         |
| 41. | Las Komunalny, oddz. 73i leśnictwa Strzeszynek                                                | pojedyncze drzewo                         | jesion wyniosły | 374                                                                              | 2006          |         |
| 42. | Las Komunalny, oddz. 73i leśnictwa Strzeszynek                                                | pojedyncze drzewo                         | jesion wyniosły | 346                                                                              | 2006          |         |
| 43. | skwer Anny Siwczuk, zbieg ulic Józefa Garczyńskiego i Ignacego Prądzyńskiego                  | pojedyncze drzewo                         | dąb szypułkowy Krzysztof | 374                                                                              | 2017          |         |
| 44. | użytek ekologiczny Kobylepole                                                                 | grupa drzew "Kobylepole"                  | jesion wyniosły 8 dębów szypułkowych wiązy szypułkowe | 412 342-531 386-405                                                              | 2020          |         |
| 45. | u zbiegu ulic Armii Poznań i Winogrady, na wysokości posesji 142 i 144 przy ulicy Za Cytadelą | pojedyncze drzewo                         | Dąb Cytadelowców Poznańskich | 324                                                                              | 2021          |         |
| 46. | ul. Wrońskiego/Krauthofera                                                                    | grupa drzew                               | 18 wierzb białych "Fifne wierzby" | 220-482                                                                          | 2023          |         |
| 47. | Plac Wolności                                                                                 | pojedyncze drzewo                         | platan klonolistny im. prof. Aliny Hejnowicz | 286                                                                              | 2023          |         |
| 48. | Plac Wolności                                                                                 | pojedyncze drzewo                         | platan klonolistny im. prof. Konstantego Steckiego | 225                                                                              | 2023          |         |
| 49. | Plac Wolności                                                                                 | pojedyncze drzewo                         | platan klonolistny im. prof. Józefa K. Paczoskiego | 225                                                                              | 2023          |         |
| 50. | Plac Wolności                                                                                 | pojedyncze drzewo                         | platan klonolistny im. prof. Witolda Kuleszy | 240                                                                              | 2023          |         |
| 51. | park Marcinkowskiego przy stawie                                                              | grupa drzew                               | 4 platany klonolistne | 225-286                                                                          | 2023          |         |
| 52. | Park Adama Mickiewicza                                                                        | aleja                                     | 21 platanów klonolistnych "Aleja im. Adama Mickiewicza" | 180-410                                                                          | 2023          |         |
| 53. | Dziedziniec Zamku Cesarskiego                                                                 | pojedyncze drzewo                         | platan klonolistny im. prof. Magdaleny Abakanowicz | 411                                                                              | 2024          |         |
| 54. | park Tadeusza Kasserny                                                                        | pojedyncze drzewo                         | dąb szypułkowy "Dąb Jadwigi Andegaweńskiej" | 319                                                                              | 2024          |         |
| 55. | skwer Zielone Ogródki im. Zbigniewa Zakrzewskiego                                             | pojedyncze drzewo                         | klon srebrzysty im. prof. Zbigniewa Zakrzewskiego | 271                                                                              | 2024          |         |

Zniesione pomniki przyrody:
| Nr | Lokalizacja                               | Forma             | Nazwa          | Obwody przy zniesieniu [cm] | Rok powołania | Rok zniesienia | Zdjęcie |
| 1. | Dąb przy ul. Sióstr Misjonarek w Poznaniu | pojedyncze drzewo | dąb szypułkowy | 518                         | 1978          | 2015           |         |